# Pucón
Pucón – miasto i gmina (hiszp. comuna) w Chile w prowincji Cautín regionu Araukania. Gmina ma 1249 km² powierzchni i w 2015 roku zamieszkiwało ją 27 680 osób. Samo miasto ma ponad 8 tysięcy mieszkańców.
Pucón leży na brzegu jeziora Villarrica, w pobliżu ujścia rzek Trancura i Liucura. Jest przede wszystkim miastem turystycznym, związanym z jeziorem, rzekami, ale również leżącym w pobliżu wulkanem Villarrica oraz Parkiem Narodowym Huerquehue i Parkiem Narodowym Villarrica. Jest również centrum narciarskim, snowboardowym oraz innych sportów zimowych.
Nazwa miasta pochodzi z języka mapudungun i oznacza „wejście do kordyliery”, „drogę do wulkanu” lub „miejsce początku”.